# ZZz

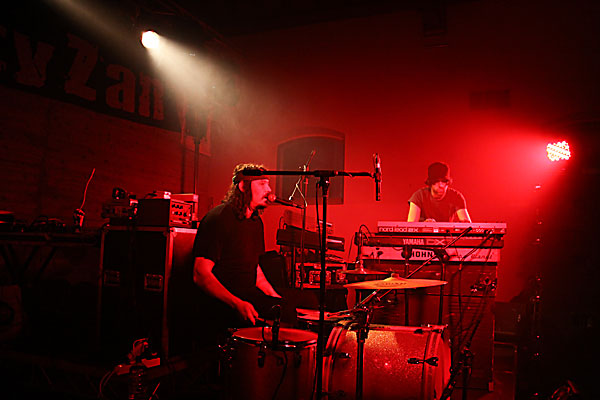
De band zZz bij een optreden.

Het in 2000 opgerichte zZz is een Nederlandse band uit Amsterdam, die bestaat uit Björn Ottenheim en Daan Schinkel. Bijzonder is dat het instrumentarium van de band alleen uit een orgel en een drumstel bestaat. Het tweetal produceert hiermee donkere en broeierige orgelrock.
De band won in 2005 een Essent Award en verzorgde in december 2005 het voorprogramma van Anouk in het Sportpaleis te Antwerpen en in Ahoy Rotterdam.
De single Ecstacy van zZz werd gebruikt in de soundtrack van de film Phileine zegt sorry en in een episode uit het vierde seizoen van de Engelse televisieserie Skins. Het nummer Grip werd in 2008 gebruikt in een reclamespot van FIAT. In augustus 2010 stonden ze op het Sziget-festival in Boedapest. 
Het nummer Soul van het album Sound of zZz werd gebruikt in het computerspel Driver: San Francisco van Ubisoft. 

## Bandleden
- Björn Ottenheim – zang, slagwerk
- Daan Schinkel – orgel

## Discografie

### Albums
| Album met eventuele hitnotering(en) in de Nederlandse Album Top 100 | Datum van verschijnen | Datum van binnenkomst | Hoogste positie | Aantal weken | Opmerkingen |
| ------------------------------------------------------------------- | --------------------- | --------------------- | --------------- | ------------ | ----------- |
| Bikini inferno                                                      | 2002                  | -                     |                 |              | Demo        |
| Sound of zZz                                                        | 2005                  | -                     |                 |              |             |
| Running with the beast                                              | 2008                  | 22-11-2008            | 77              | 1            |             |
| Juggernaut                                                          | 2015                  | 21-03-2015            | 16              | 2            |             |

### Singles
| Single met eventuele hitnotering(en) in de Nederlandse Top 40 | Datum van verschijnen | Datum van binnenkomst | Hoogste positie | Aantal weken | Opmerkingen |
| ------------------------------------------------------------- | --------------------- | --------------------- | --------------- | ------------ | ----------- |
| Ecstasy                                                       | 2003                  | -                     |                 |              |             |

#### Compilaties
- College Radio: Alternative Rock Songs - Sweet sex en Easy (Unsigned project, 2003)
- Dutch Rock Music 04 - Ecstasy (Conamus, 2004)
- Retro Retry Evol - Bubblegum (Narrominded/That Dam, 2005)
- Everything after all - House of sin (Excelsior Recordings, 2006)
- Subbacultcha! Fall 2008 - Grip (Subbacultcha!, 2008)
- Dutch Rock And Alternative 2008 - Grip (Buma Cultuur, 2008)
- Vollanalog! (a Celluloid Gurus selection of soul, surf, beat & sleaze) - Ecstacy (Vollanalog), 2009